# St. Anger (cançó)
St. Anger és el vint-i-sisè senzill de la banda estatunidenca Metallica, presentat com a primer senzill de l'àlbum homònim.
La cançó fou guardonada amb un premi Grammy en la categoria de millor actuació metal, i també va rebre la nominació de millor videoclip de MTV Video Music Award (2003).
El videoclip fou dirigit The Malloys i filmat a la presó San Quentin State Prison de Califòrnia. La banda toca en diverses localitzacions del recinte. Fou el primer vídeo on apareix el baixista Robert Trujillo.

## Llista de cançons
| 1. | «St. Anger»                                                  | 7:21 |
| 2. | «Commando» (cover de The Ramones)                            | 1:48 |
| 3. | «Today Your Love, Tomorrow the World» (cover de The Ramones) | 2:13 |

| 1. | «St. Anger»                                          | 7:21 |
| 2. | «Now I Wanna Sniff Some Glue» (cover de The Ramones) | 1:40 |
| 3. | «Cretin Hop» (cover de The Ramones)                  | 1:56 |

| 1. | «St. Anger»                                   | 7:21 |
| 2. | «We're a Happy Family» (cover de The Ramones) | 2:20 |

| 1. | «St. Anger»                                                  | 7:21 |
| 2. | «Commando» (cover de The Ramones)                            | 1:48 |
| 3. | «Today Your Love, Tomorrow the World» (cover de The Ramones) | 2:13 |
| 4. | «Now I Wanna Sniff Some Glue» (cover de The Ramones)         | 1:40 |
| 5. | «We're a Happy Family» (cover de The Ramones)                | 2:20 |